# كينيدي (لاعب كرة قدم)
كينيدي (بالبرتغالية: Robert Kenedy Nunes do Nascimento‏) مواليد 8 فبراير 1996 في البرازيل، هو لاعب كرة قدم برازيلي يلعب مع تشيلسي كمدافع. مثّل منتخب البرازيل لكرة القدم فئة الشباب.

## مرحلة الشباب

### أندية لعب لها
- نادي فلومينينسي

## المسيرة الاحترافية

### أندية لعب لها
- نادي فلومينينسي
- تشيلسي

## روابط خارجية
- كينيدي على موقع الاتحاد الدولي (مؤرشف)  (الإنجليزية)
- كينيدي على موقع الاتحاد الأوربي (الإنجليزية)
- كينيدي على موقع قاعدة بيانات كرة القدم.إي يو (الإنجليزية)
- كينيدي على موقع ليكيب (الفرنسية)
- كينيدي على موقع Soccerbase.com (لاعب) (الإنجليزية)
- كينيدي على موقع Soccerway.com (الإنجليزية)
- كينيدي على موقع عالم كرة القدم.نت (الإنجليزية)
- كينيدي على موقع AS.com (الإسبانية)